# Tabernaemontana humblotii
Tabernaemontana humblotii är en oleanderväxtart som först beskrevs av Henri Ernest Baillon, och fick sitt nu gällande namn av Marcel Pichon. Tabernaemontana humblotii ingår i släktet Tabernaemontana och familjen oleanderväxter. Inga underarter finns listade i Catalogue of Life.